# Femeia în lună
Femeia în lună (titlu original: Frau im Mond) este un film SF german din 1929 regizat de Fritz Lang. Rolurile principale au fost interpretate de actorii Klaus Pohl, Willy Fritsch și Gustav von Wangenheim. Scenariul este scris de Lang și Thea von Harbou pe baza romanului SF din 1928 Die Frau im Mond de von Harbou.

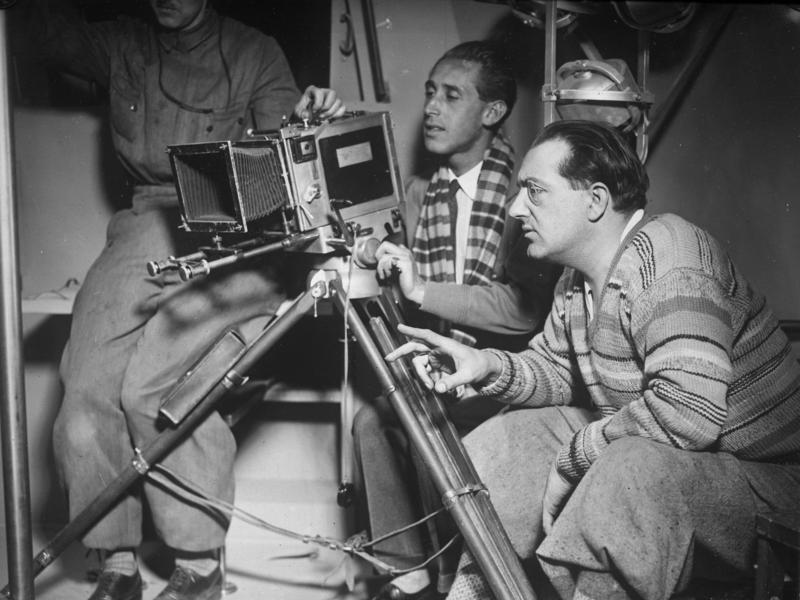
Regizorul Fritz Lang (în dreapta), pe platourile filmului Femeia în lună, 1929.

## Distribuție
- Klaus Pohl - Profesor Georg Manfeldt
- Willy Fritsch - Wolf Helius
- Gustav von Wangenheim - Ingenieur Hans Windegger (ca Gustav v. Wangenheim)
- Gerda Maurus -  Stud. astr. Friede Velten
- Gustl Gstettenbaur - Gustav (as Gustl Stark-Gstettenbaur)
- Fritz Rasp - Der Mann "who calls himself Walter Turner"
- Tilla Durieux - Fünf Gehirne und Scheckbücher
- Hermann Vallentin - Fünf Gehirne und Scheckbücher
- Max Zilzer - Fünf Gehirne und Scheckbücher
- Mahmud Terja Bey  - Fünf Gehirne und Scheckbücher
- Borwin Walth - Fünf Gehirne und Scheckbücher
- Karl Platen - Der Mann am Mikrophon
- Margarete Kupfer - Frau Hippolt, Haushälterin bei Helius
- Alexa von Porembsky - Eine Veilchenverkäuferin (ca Alexa v. Porembska)
- Gerhard Dammann - Der Werkmeister der Helius-Flugwerften (ca Dammann)
- Heinrich Gotho - Der Mieter vom II. Stock (ca  Gotho)
- Alfred Loretto - Zwei eindeutige Existenzen (ca Loretto)
- Max Maximilian - Grotjan, Chauffeur bei Helius (ca Maximilian)
- Edgar Pauly - Zwei eindeutige Existenzen (ca Pauly)
- Die Maus Josephine - Maus

## Lansare și primire
A avut premiera la 15 octombrie 1929.